# Людина на ім'я Болт
Людина на ім'я Болт (англ. That Man Bolt) — американський блексплуатаційний бойовик 1973 року режисерів Девіда Лоуелла Річа та Генрі Левіна. У головних ролях Фред Вільямсон та Байрон Вебстер. Фільм є міксом кіно про бойові мистецтва та фільмів про Джеймса Бонда (на деяких постерах використовується слоган «He Bonded»). Фільм знімався у Гонконгу, Макао та США. У фільмі також брали участь декілька експертів з бойових мистецтв: Майк Стоун (чемпіон світу з карате у важкій вазі), Кендзі Казама (чемпіон Японії з кікбоксу), Еміль Фаркас (чемпіон Європи з карате), та Девід Чоу (колишній чемпіон штату Каліфорнія з дзюдо). За межами США фільм називався «Операція Гонгконг» (англ. Operation Hong Kong). Пітер Кроукрофт написав книгу за сценарієм фільму.

## Сюжет
Кур'єр Джефферсон Болт отримує замовлення перевезти кейс з Гонконгу до Мехіко, але не повідомляють, що саме знаходиться в кейсі. Крім цього, все що Джефферсон знає про замовника, це його ім'я — Гріффітс. Переконавшись, що він зірве куш та зможе трошки помандрувати, Болт береться за роботу. Незабаром він справді відвідає екзотичні місця, зустрінеться з красивими жінками та злими озброєними людьми, котрі дуже зацікавлені у цьому кейсі…

## Зйомки
Фред Вільямсон та Universal Pictures підписали контракт на три фільми про Болта, який мав стати «чорношкірим Джеймсом Бондом». При цьому Вільямсон вважав, що Universal Pictures не готові запустити серію фільмів, де в головній ролі грає афроамериканець. В процесі зйомок відбулась заміна режисера, аби змінити візуальний стиль стрічки — зробити її більш кінематографічною, а не телевізійною. В результаті, більше жодного фільму про Болта знято не було, а Вільямсон отримав гонорар за два фільми.

## В ролях
- Фред Вільямсон — Джефферсон Болт
- Байрон Вебстер — Гріффітс
- Міко Маяма — Домінік Куан
- Тереза Грейвз — Саманта Найтінгейл
- Масатосі Накамура — Кумада
- Джон Орчард — Картер
- Джек Гінг — Конні Мелліс
- Кен Казама — Павук
- Василі Ламбрінос — Рауль Де Варгас
- Пол Менті — Міккі

## Місця зйомок
- Гонконг, Велика Британія (сьогодні частина Китаю)
- Лас-Вегас, штат Невада, США
- Міжнародний аеропорт Лос-Анджелеса, Лос-Анджелес, Каліфорнія, США
- Лос-Анджелес, Каліфорнія, США
- Макао, Португалія (сьогодні частина Китаю)[7]